# Amer Larayedh
Amer Larayedh (arabe : عامر العريض), né le 24 mars 1965, est un homme politique tunisien.

## Biographie
Après un passage par l'école primaire d'Essmar, il rejoint le lycée technique de Médenine mais se voit renvoyé à deux reprises des suites de ses participations à des manifestations estudiantines. Transféré au lycée secondaire de Tataouine, il y obtient un baccalauréat littéraire. Étudiant de sociologie à la faculté des lettres et des sciences humaines de Tunis, il quitte finalement le pays pour l'Algérie durant l'année de l'obtention de sa maîtrise, après huit mois de fuite.
Durant son parcours estudiantin, il est membre du comité supérieur pour l'organisation du congrès national de l'Union générale tunisienne des étudiants, avant d'être élu membre de son bureau exécutif, en tant que vice-secrétaire général chargé des relations extérieures, puis d'être élu président de sa commission administrative.
Revenu en Tunisie en février 2011, à la suite de la révolution, il est élu à l'assemblée constituante le 23 octobre 2011, dans la circonscription France 1 en tant que représentant d'Ennahdha, puis à l'Assemblée des représentants du peuple, cette fois dans la circonscription de Médenine.
En 2014, Amer Larayedh est membre du bureau exécutif d'Ennahdha, chargé du dialogue national.
Il est le frère d'Ali Larayedh.